# Павлушина, Кристина Романовна
Кристи́на Рома́новна Павлу́шина (род. 28 июня 2002, Спас-Клепики, Рязанская область) — российская биатлонистка, призёр Чемпионата России. Мастер спорта России (2020).

## Биография
Родилась в городе Спас-Клепики Рязанской области. 
В детстве занималась пением и танцами, училась в музыкальной школе по классу фортепиано. В 8-летнем возрасте стала заниматься лыжными гонками, а в 2016 году перешла в биатлон. Позднее переехала в Подмосковье, обучалась в Пушкинской спортивной школе имени А. Елизарова. Тренируется под руководством своего отца Романа Владимировича – мастера спорта по лыжным гонкам и пулевой стрельбе. 
Окончила Смоленский государственный университет спорта.
На внутрироссийских соревнованиях выступает за Московскую область.

### Спортивная карьера
Неоднократно становилась победителем и призёром всероссийских соревнований среди юниорок.
Участница юношеских Олимпийских игр 2020 года в Лозанне, где стала 31-й в индивидуальной гонке и 37-й – в спринте.
Сезон 2021/22 полноценно провела на юниорском Кубке IBU, но выше 14-го места в личных гонках не поднималась.
В 2023 и 2024 годах становилась серебряным и бронзовым призёром Чемпионатов России в составе эстафетных команд Московской области. Также выигрывала серебро Кубка России в одиночной смешанной эстафете.